# ربات نظامی

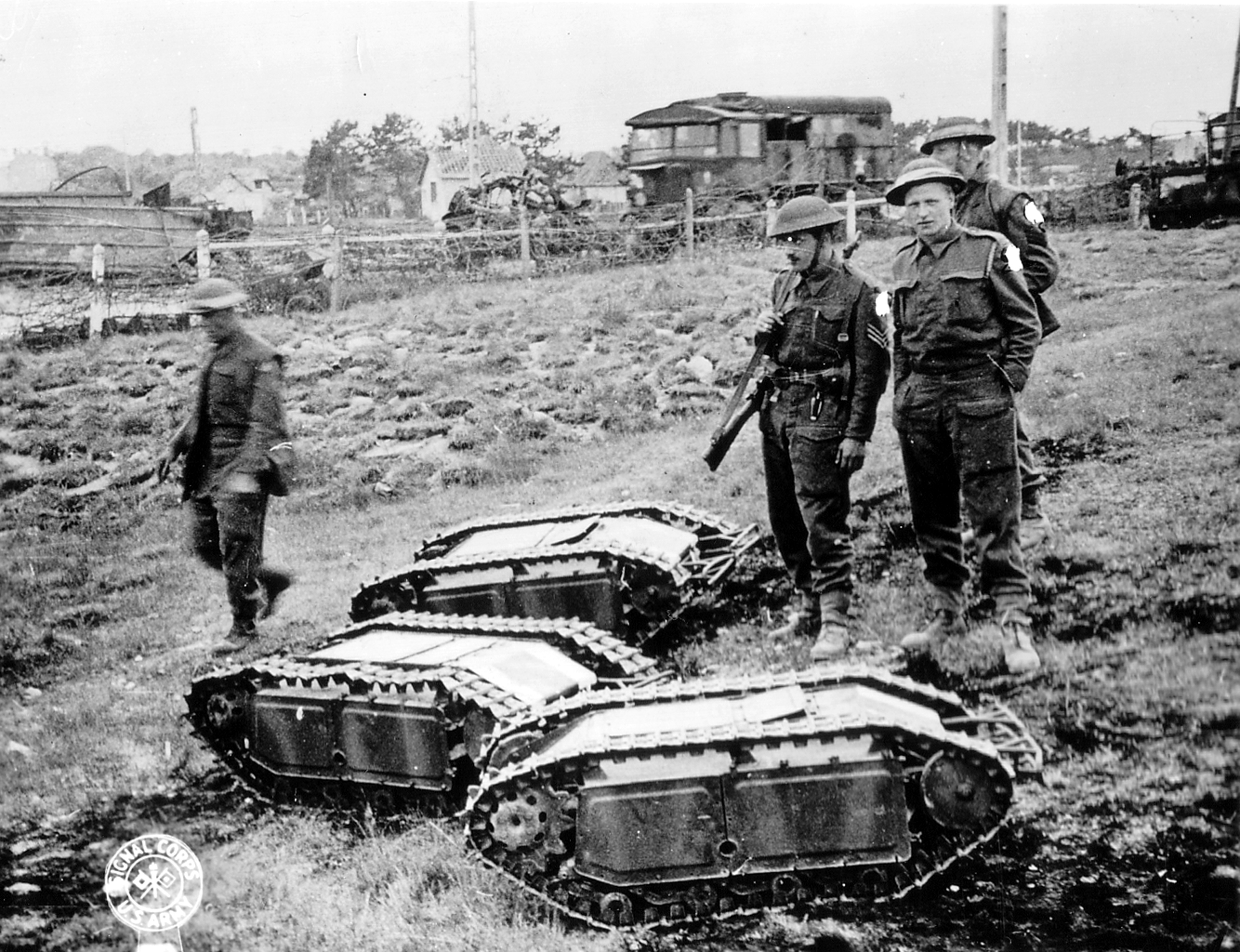
نبرد نرماندی در سال ۱۹۴۴

ربات‌های نظامی (به انگلیسی: Military robots)، ربات‌های خودمختار یا ربات‌های متحرک تجهیزات قابل کنترل از راه دوری هستند که برای مقاصد نظامی، حمل و نقل، جستجو و نجات طراحی شده‌اند.
برخی از این سیستم‌ها هم‌اکنون در حال استفاده هستند و بسیاری دیگر نیز در حال توسعه می‌باشند.

## تاریخچه
به‌طور کلی، روبات‌های نظامی در اشکال مین‌های شنی‌دار جالوت آلمانی و تله‌تانکهای شوروی به جنگ جهانی دوم و جنگ سرد برمی‌گردند.
استفاده از ربات‌ها در جنگ، اگرچه به‌طور سنتی موضوعی برای داستان‌های علمی تخیلی است اما به عنوان ابزاری احتمالی برای نبرد در جنگ‌های آینده مورد تحقیق قرار می‌گیرد. در حال حاضر چندین ربات نظامی توسط ارتش‌های مختلف ساخته شده‌است. برخی بر این باورند که آیندهٔ جنگ‌های مدرن با استفاده از سیستم‌های تسلیحاتی خودکار خواهد بود. ارتش ایالات متحده سرمایه‌گذاری زیادی بر روی RQ-1 Predator دارد که می‌تواند با موشک‌های هوا به زمین مسلح شود و از راه دور در یک مرکز فرماندهی برای اجرای عملیات شناسایی کنترل شود. دارپا در سال‌های ۲۰۰۴ و ۲۰۰۵ میزبان مسابقاتی بود که از شرکت‌ها و دانشگاه‌های خصوصی برای توسعهٔ وسایل نقلیه زمینی بدون سرنشین جهت حرکت در زمین‌های ناهموار (صحرای موهاوی) برای دریافت جایزه نهایی ۲ میلیون دلاری، دعوت کرد.